# Tinia

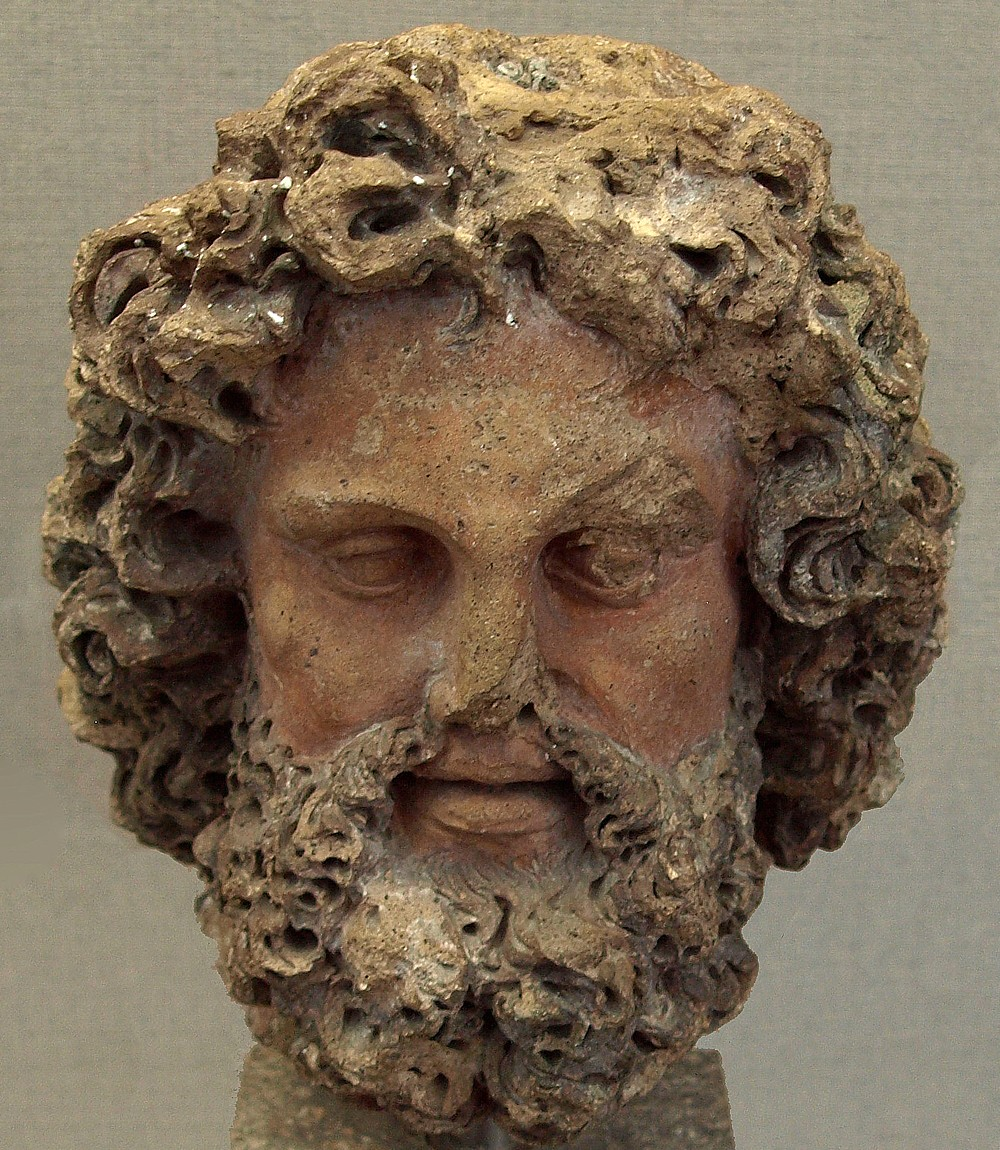
Tinia (Terracottakopf, 300-250 v. Chr., Staatliche Antikensammlungen, München)

Tinia, Tin oder Tins ist der Name des Hauptgottes der Etrusker, die in der Antike im nördlichen Mittelitalien lebten. Allerdings konkurriert Tinia in dieser Position mit dem alten etruskischen Gott Voltumna (römisch Vertumnus, von lateinisch vertere „drehen, wenden“). Beide Gottheiten scheinen aber identisch oder miteinander verschmolzen zu sein und lediglich verschiedene Aspekte desselben Gottes darzustellen. Voltumna ist der etruskische Gott des Wandels der Jahreszeiten und beinhaltet vor allem den chthonischen Aspekt der Erdverbundenheit. Der Name Tinia ist ursprünglich etruskisch, Vertumnus hingegen eher römisch. Die Römer (Marcus Terentius Varro) wiederum bezeichneten Voltumna als „den höchsten Gott Etruriens“ (deus Etruriae princeps).

## Mythologische Repräsentanz und Funktion

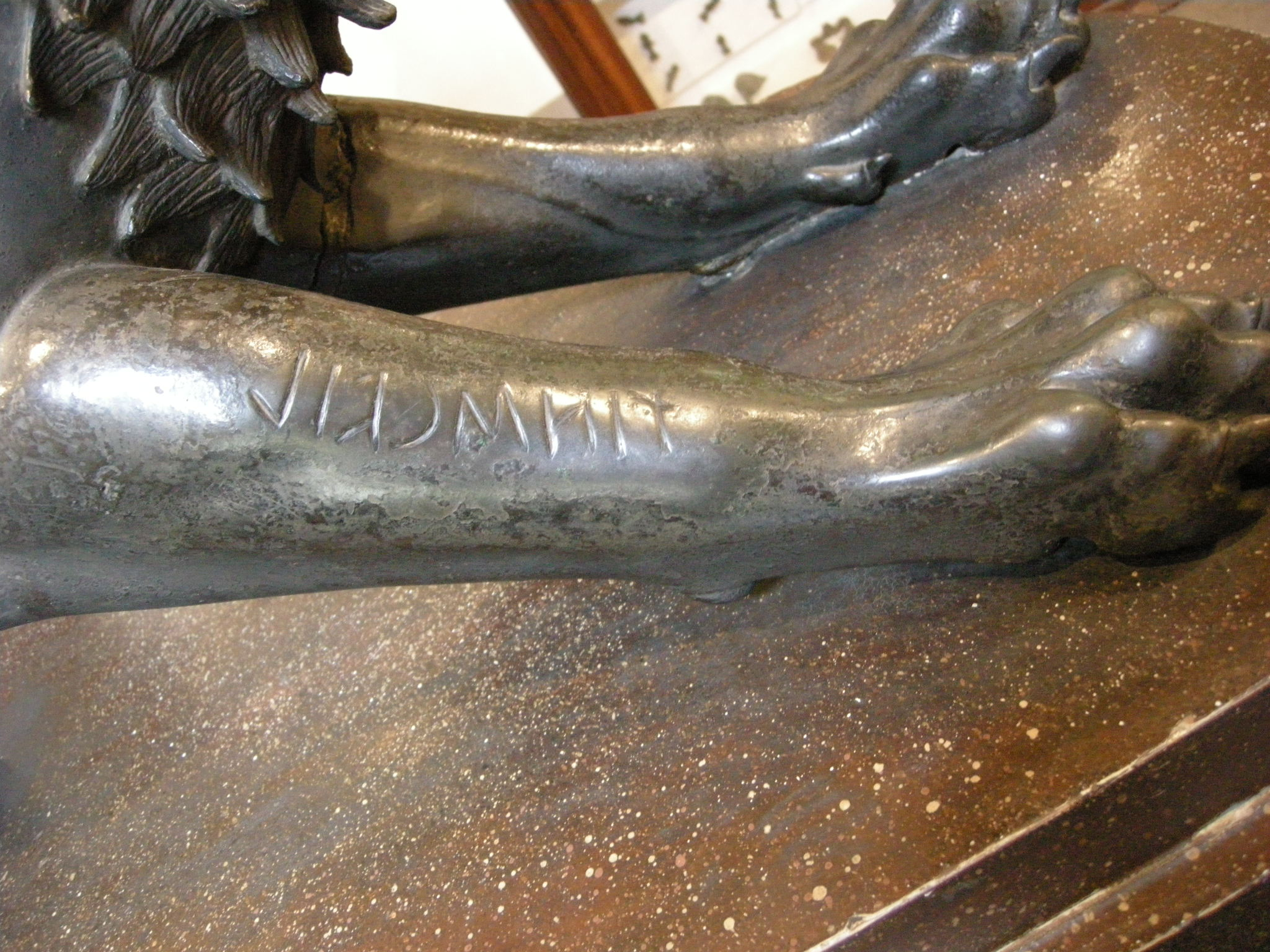
Weiheinschrift für Tinia auf dem rechten Vorderbein der Chimäre von Arezzo. Man erkennt von rechts nach links zu lesen TINSCVIL (Geschenk an Tins). Ende 5. Anfang 4. Jh. v. Chr. Florez, Museo Archeologica.

Zusammen mit den beiden Göttinnen, seiner Gattin Uni (die römische Juno bzw. griechische Hera) und beider Tochter Menrva (die römische Minerva und griechische Athene) bildete er die höchste Dreiheit oder Trias des Pantheons der etruskischen Mythologie, der in etruskischen Städten drei Tempel und drei Tore geweiht waren. Der römische Gott Jupiter bzw. der griechische Göttervater Zeus gelten als seine Entsprechungen. Seine hohe Position wird auf Darstellungen oft dadurch unterstrichen, dass er auf einem Thron sitzt. 
Als Himmels-, Blitz- und Lichtgott sowie auch als Vegetationsgott herrschte er nach römischer Überlieferung über den Zwölferrat der von den Römern später Dei Consentes genannten Gottheiten. Gemäß der Blitzlehre der Etrusker war das Himmelsgewölbe in 16 Sektoren eingeteilt, von wo aus die Blitzgötter ihre Blitze schleuderten. Tinia bewohnte drei nebeneinanderliegende Sektoren, einen im für die Menschen positiven Nordosten und zwei im Nordwesten, der als der unheilvollste Teil des Himmels galt. In dieser Himmelsrichtung lag auch der Zugang zur Unterwelt.
Im Gegensatz zu Zeus und Jupiter war er nicht alleiniger Herr der Blitze. Auch andere Götter der etruskischen Götterwelt bedienten sich derer. Tinia verfügte aber über besondere Blitze mit gewaltiger Zerstörungskraft. Nur einen davon, den schwächsten, konnte er nach eigenem Gutdünken verwenden. Beim zweiten Typus mit größerer Wirkung musste er zuvor die Zustimmung des Zwölferrates einholen. Beim Gebrauch der dritten Art mit unabsehbarer Wirkung hatte er sogar die Dei involuti um Erlaubnis zu bitten, jene den Göttern übergeordneten Schicksalsmächte. Aufgabe von Blitzdeutern war es, daraus den Willen der Gottheit zu lesen. 
Das Hauptattribut Blitz nimmt vor allem in späteren Darstellungen allerdings mitunter auch das Aussehen einer Frucht an und betont so Tinias Funktion als Fruchtbarkeits- und Erdgott. Vor allem in dieser Eigenschaft wurde er als einer der wenigen etruskischen Götter auch von den Römern verehrt, hier insbesondere als Schutzherr des Weinbaues, und sein Standbild befand sich am Vicus Tuscus („Etruskische Straße“).

## Deutungsproblematik

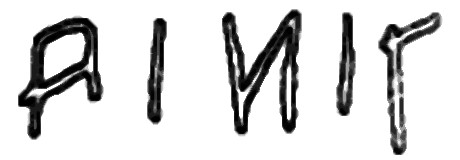
Inschrift TINIA auf einem Altarstein aus dem 3. Jahrhundert v. Chr.

In Tinia vereinigen sich die Charakteristika eines Himmelsgottes bzw. Wettergottes und die eines chthonischen Vegetationsgottes mit den Aspekten des Jenseitigen, eine für die etruskische Religion, einer prophetischen Offenbarungsreligion, die die enge Verbindung beider Sphären betont, typische Situation. Zudem vereinigen sich in ihm griechische Merkmale mit lokal etruskischen und später noch mit römischen, denn schon im 8. und 7. vorchristlichen Jahrhundert standen die griechische, lateinische und etruskische Kultur eng miteinander in Verbindung, und die ersten Könige Roms waren Etrusker (etwa die  aus dem Geschlecht des Tarquinius). Man muss zudem davon ausgehen, dass gerade die Römer der Kaiserzeit manches an Tinia nicht mehr verstanden und ihn teilweise mit anderen Göttern verschmolzen oder verwechselten, vor allem mit Vertumnus, dessen Kult 264 v. Chr. nach Rom kam und der zuvor nur die höchste Gottheit in dem trotz aller Spekulationen über verschiedene archäologische Fundstätten bis heute nicht mit Sicherheit identifizierten Hauptheiligtum Fanum Voltumnae bei Orvieto oder Volsinii gewesen war und keineswegs der Göttervater aller Etrusker.
Typisch für den Kult Tinias sind Libationsaltäre für Trankopfer, die in Griechenland für den Kult chthonischer Gottheiten reserviert waren, da die Opfergabe über eine Öffnung im Altar in die Tiefe der Erde eindringen kann. Daraus wurde geschlossen, dass „die Ikonographie den Himmelsgott herausstellt, der Kult jedoch einen alten mediterranen Vegetationsgott betont“. Dabei ist zu berücksichtigen, dass das Etruskische keine indoeuropäische Sprache war und die Herkunft der Etrusker bis heute umstritten und vermutlich nicht indoeuropäisch ist. Als Weingott übernahm Tinia offenbar zudem Funktionen des Bacchus, die Jupiter, dem der Weinbau zunächst fremd war, seinerseits später wiederum von Tinia übernahm.
Das Grundproblem all dieser Unsicherheiten ist die Tatsache, dass unsere modernen Kenntnisse der etruskischen Religion auf den Aussagen und Darstellungen römischer Autoren wie Seneca oder Ovid beruhen, die aus einer Zeit stammen, als es diese Religion nicht mehr gab oder doch nur in römisch überlagerten Resten, so dass es durchaus möglich ist, dass diese Berichterstatter  diese Religion und ihren wie bei vielen Offenbarungsreligionen ohnehin relativ unzugänglichen geistigen Hintergrund nicht mehr verstanden und falsch deuteten. Etruskische Schriftzeugnisse sind zudem selten und schwer zu deuten; wohl sind ihre Schriftzeichen lesbar, doch die Sprache selbst ist noch wenig verstanden.

## Darstellungen und Textbelege

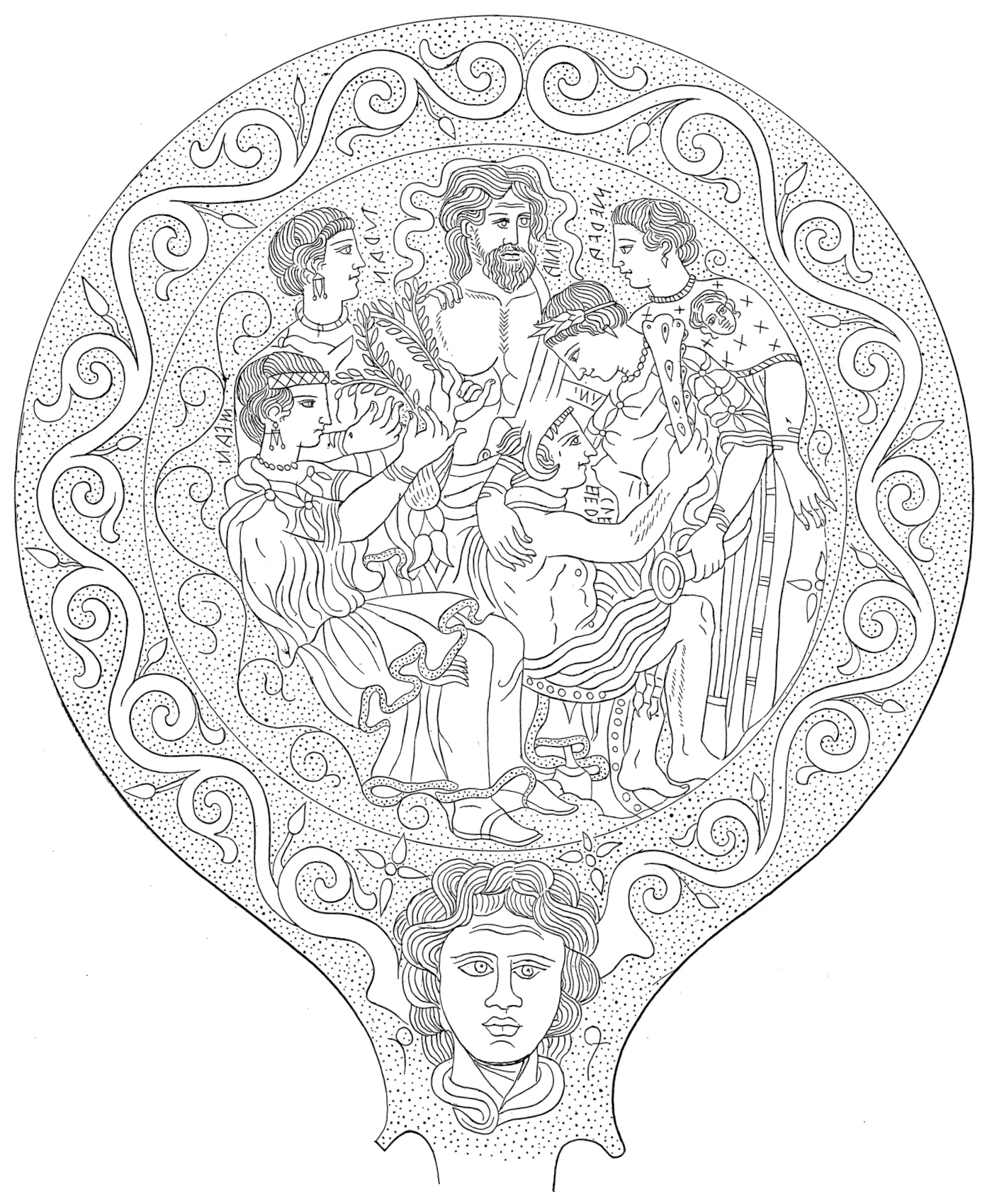
Darstellung von Tinia (Mitte) auf einem Spiegel aus dem 3. Jahrhundert v. Chr.

Zu Tinia  existieren zahlreiche allerdings nicht einfach zu deutende Darstellungen, vor allem auf Bronzespiegeln, in der Vasen- und Grabmalerei sowie Plastiken, meist Votivstatuetten. Auf solchen Darstellungen sind ihm als Attribute meist ein Bündel mit Blitzen, ein Speer und ein Szepter beigegeben. Er trägt auf manchen Abbildungen einen Vollbart, nur in der etruskischen Spätzeit wurde er gelegentlich auch als bartloser Jüngling abgebildet, der dem Aspekt des Vegetationsgottes entsprechen könnte, also dem Aspekt des Voltumna. Auf der Bronzeleber von Piacenza, der bedeutendsten Darstellung der etruskischen Religion, wird Tinia in seiner Eigenschaft als Blitz- und Schicksalsgott fünfmal erwähnt. 
Neben wenigen  meist späten literarischen Belegen, etwa in den Metamorphosen des Ovid, gibt es vor allem zahlreiche knappe epigraphische Zeugnisse, insbesondere Weiheinschriften, etwa auf Spiegeln, oder Opfertexte, so z. B. auf der Chimäre von Arezzo.